# Vindelev-skatten
Vindelev-skatten eller guldfundet fra Jelling, som det fejlagtigt kom til at hedde de første dage, da det blev fundet få kilometer km nordøst for Jelling, er et af danmarkshistoriens vigtigste samlede guldfund fra jernalderen. Ikke før er der set en kombination af 4 romerske medaljoner og 13 brakteater i eet depotfund. Skatten blev fundet i december 2020 af to tidligere klassekammerater, Ole Ginnerup Schytz og Jørgen Antonsen, på en af Jørgens marker ved Vindelev, der ligger otte kilometer nordøst for Jelling. Arkæolog Morten Axboe har vurderet brakteaterne til at være fra omkring 450–500 e.v.t., svarende til germansk jernalder, og kalder fundet på højde med Guldhornene. Det er et arkæologisk fund i verdensklasse, og jernalder- og guldbrakteateksperten Morten Axboe udtalte til DR, at på en skala fra 1 til 10 var dette en 12'er.
DR producerede en serie programmer om fundet kaldet Guldfeber i Vindelev, der blev sendt i april 2024.

## Udgravning og skattens bestanddele
Over fire dage i slutningen af december 2020 blev 795 gram guld fundet med detektor, og fundstedet blev i august 2021 eftergravet af Vejle Museum, der kunne påvise at skatten lå i et bopladsområde, hvor husene dateres med få c-14 dateringer foreløbigt til det 6. århundrede. Fundet fordeler sig over i alt 23 dele, der spænder over fire romerske medaljoner fra 300-tallet e.Kr., 13 nordiske guldbrakteater fra sidste halvdel af 400-tallet e.Kr. samt et mundstykke til en sværdskede fra første halvdel af 500-tallet. Medaljonerne er udstedt af de romerske kejsere Konstantin den Store (306-337 e.Kr.), Constans (337-350 e.Kr.) som er meget slidt, Valentinian I (364-375 e.Kr.), der har et meget flot reversmotiv bevaret, samt Gratian (367-383 e.Kr.).
Guldbrakteaterne er usædvanligt store, hvor over halvdelen har en diameter på over 8 cm. Ud af de 13 brakteater findes der fem type C-brakteater og otte type A-brakteater, herunder verdens hidtil størst kendte, der har samme diameter som en underkop, 13,8 cm. Sidstnævnte brakteat virker også til at være foldet symmetrisk, hvilket underbygger, at den kan være bevidst, rituelt ødelagt, et fænomen der kendes fra jernalderen i bl.a. våbenofferfund. Sidst og yngst i fundet er et udsmykket mundstykke fra en sværdskede i dyrestil I.
En anden nyhed, som fundet byder på (foruden verdens hidtil største fundne brakteat), er en brakteat, i fundet kaldet X9, hvor man ser den centrale figur drikke af et drikkehorn. Det er første gang, der er blevet fundet en brakteat, der afbilleder et drikkehorn.
Forudsat fundet er nedlagt samtidigt, hvilket arkæologerne vurderer fra eftergravningen i 2021, findes der altså 'arvestykker' fra 300-tallet (romerske medaljoner), 'gamle' brakteater fra 400-tallet og sidst et mundstykke til en sværd- eller dolkskede med dyreornamentik fra 500-tallet.

## Årsager til skattens nedlæggelse
Mundstykket til sværdskeden daterer nedlægningen til begyndelsen af 500-tallet og fundet kan dermed kobles op på en større klimaforværring til det koldere i 536 e.Kr., og er blevet tolket som en ofring fra en klan og deres leder eller konge, der havde tætte kontakter til Romerriget i mange hundrede år, en ofring til de højere magter om bedre tider. Koblingen mellem klimaforværring i 536 og guldnedlæggelser er beskrevet af bl.a. Morten Axboe, Bo Gräslund (sv) og Neil Price (sv). Det kan dog diskuteres om guldet udgør en offergave til højere magter, eller nærmere er gemt bort som en skat i denne krisetid. Gulddeponeringer fra folkevandringstiden findes både nedlagt i søer eller moser og på tør bund i forbindelse med bopladser. Deponeringen inde i et almindeligt langhus, hvor der ikke er tegn på at der skulle være tale om et tempel eller lignende, tyder mere på en handling i privat sfære, frem for et officielt offer i anledning af en kollektiv krise. Ud over klimaforværringen i 536 kan den justinianske pest tidligt i 540'erne, der også er påvist i Nordeuropa, være en årsag til at man valgte at gemme sine værdifulde ejendele, hvor mange skatte sidenhen ikke blev gravet op igen på grund af den store reduktion i befolkningstallet.
Da størstedelen af guldskatten består af kvindesmykker, tilhørende en eller flere kvinder og formentlig gået i arv gennem flere generationer, er det derfor også muligt, at den der disponerede over og nedlagde skatten var en kvinde af høj social status, eventuelt en dronning, fremfor en konge.

## Runerne på brakteaterne
En af brakteaterne (næsten magen til Fyn-brakteaten DR BR42) har ifølge de foreløbige fortolkninger runeindskriften houaʀ, 'den Høje'. Dog har runologerne Henrik Williams, Elmer Antonsen og andre argumenteret for at indskriften i stedet må være horaʀ , 'den Kære'.
Forskerne Lisbeth M. Imer og Krister Vasshus fra Nationalmuseet har tolket en del af runerne til sætningen "Han er Odins mand", og med dateringen af skatten tyder det således på at guden Odin har været kendt ca. 150 år tidligere end man hidtil har haft belæg for at kunne fastslå.

## Udstilling
Vindelevskatten blev første gang fremvist i sin helhed ved en udstilling på Vejle Kunstmuseum med titlen: Magt og guld - vikinger i øst. Denne udstilling løb fra april til december 2022.
På Nationalmuseet i København vises skatten i forbindelse med udstillingen: Jagten på danmarkshistorien. Denne udstilling åbnede d. 4. februar 2023, og har åbent frem til d. 4. februar 2024.